# Asienmeisterschaften im Boxen 2019
Die 30. Asienmeisterschaften im Boxen fanden vom 16. bis zum 27. April 2019 im Huamark-Stadion der thailändischen Hauptstadt Bangkok statt. Die Stadt war damit nach 1963, 1973, 1985, 1991, 1992 und 2015, zum bereits siebenten Mal Austragungsort von Asienmeisterschaften im Boxen. Teilgenommen haben 192 männliche und 112 weibliche Boxer aus 34 Nationen, was einen Rekord hinsichtlich der Teilnehmerzahlen bedeutete. Zudem wurden erstmals die kontinentalen Meisterschaften der Männer und Frauen gemeinsam ausgetragen.
Die Meisterschaft wurde vom nationalen Boxverband TBA organisiert, welcher dem kontinentalen Boxverband ASBC angehört, dem asiatischen Ableger des Weltverbandes AIBA. Die Unterbringung der Delegationen erfolgte im Golden Tulip Sovereign Hotel.

## Medaillengewinner der Männer
| KLASSE                               | GOLD                               | SILBER                            | BRONZE                                                           |
| ------------------------------------ | ---------------------------------- | --------------------------------- | ---------------------------------------------------------------- |
| Halbfliegengewicht (46 kg bis 49 kg) | Nodirjon Mirzakhmedov Usbekistan   | Deepak Singh Indien               | Mirlan Turkbai Kirgisistan Temirtas Schüssipow Kasachstan        |
| Fliegengewicht (49 kg bis 52 kg)     | Amit Panghal Indien                | Kim In-kyu Südkorea               | Tosho Kashiwazaki Japan Hu Jianguan China                        |
| Bantamgewicht (52 kg bis 56 kg)      | Mirazizbek Mirzahalilov Usbekistan | Kavinder Bisht Indien             | Ian Clark Bautista Philippinen Enkh-Amar Kharkhuu Mongolei       |
| Leichtgewicht (57 kg bis 60 kg)      | Erdenebatyn Tsendbaatar Mongolei   | Sakir Safiullin Kasachstan        | Shakurjon Rahimov Usbekistan Shiva Thapa Indien                  |
| Halbweltergewicht (60 kg bis 64 kg)  | Bahodur Usmonow Tadschikistan      | Obada Al-Kasbeh Jordanien         | Sanatali Toltajew Kasachstan Baatarsüchiin Tschindsorig Mongolei |
| Weltergewicht (64 kg bis 69 kg)      | Bobo-Usmon Baturov Usbekistan      | Sewon Okazawa Japan               | Maimaitituersun Qiong China Ashish Kulhriya Indien               |
| Mittelgewicht (69 kg bis 75 kg)      | Tursynbay Kulachmet Kasachstan     | Ashish Kumar Indien               | Seyed Shahin Mousavi Iran Nursahet Pazzyyev Turkmenistan         |
| Halbschwergewicht (75 kg bis 81 kg)  | Bek Nurmaganbet Kasachstan         | John Marvin Philippinen           | Erkin Adylbek Kirgisistan Narmandakh Shinebayar Mongolei         |
| Schwergewicht (81 kg bis 91 kg)      | Kim Hyeong-kyu Südkorea            | Sanjar Tursunov Usbekistan        | Wassili Lewit Kasachstan Hussein Iashaish Jordanien              |
| Superschwergewicht (über 91 kg)      | Bahodir Jalolov Usbekistan         | Qamschybek Qongqabajew Kasachstan | Satish Kumar Indien Mohamad Mulayes Syrien                       |

## Medaillengewinner der Frauen
| KLASSE                               | GOLD                                | SILBER                                  | BRONZE                                                             |
| ------------------------------------ | ----------------------------------- | --------------------------------------- | ------------------------------------------------------------------ |
| Halbfliegengewicht (45 kg bis 48 kg) | Josie Gabuco Philippinen            | Kim Hyang-mi Nordkorea                  | Meng-Chieh Pin Republik China (Taiwan) Mungunsaran Balsan Mongolei |
| Fliegengewicht (48 kg bis 51 kg)     | Pang Chol-mi Nordkorea              | Nguyễn Thị Tâm Vietnam                  | Nikhat Zareen Indien Yuan Chang China                              |
| Bantamgewicht (51 kg bis 54 kg)      | Shi Qian China                      | Huang Hsiao-Wen Republik China (Taiwan) | Manisha Moun Indien Nandintsetseg Myagmardulam Mongolei            |
| Federgewicht (54 kg bis 57 kg)       | Lin Yu-ting Republik China (Taiwan) | Nilawan Techasuep Thailand              | Yodgoroy Mirzayeva Usbekistan Sonia Chahal Indien                  |
| Leichtgewicht (57 kg bis 60 kg)      | Yang Wenlu China                    | Wu Shih-yi Republik China (Taiwan)      | Laishram Sarita Devi Indien Namuun Monkhor Mongolei                |
| Halbweltergewicht (60 kg bis 64 kg)  | Dan Dou China                       | Simranjit Kaur Indien                   | Maftunakhon Melieva Usbekistan Milana Safronowa Kasachstan         |
| Weltergewicht (64 kg bis 69 kg)      | Gu Hong China                       | Chen Nien-chin Republik China (Taiwan)  | Shahnoza Yunusova Usbekistan Darigha Schäkimowa Kasachstan         |
| Mittelgewicht (69 kg bis 75 kg)      | Li Qian China                       | Sujin Seon Südkorea                     | Lin Lee Wei-hsien Republik China (Taiwan) Pak Un-sim Nordkorea     |
| Halbschwergewicht (75 kg bis 81 kg)  | Pooja Rani Indien                   | Wang Lina China                         | Farisa Scholtay Kasachstan Nguyễn Thị Hương Vietnam                |
| Schwergewicht (über 81 kg)           | Yang Xiaoli China                   | Nguyễn Thị Phương Vietnam               | Undram Erdenesoyol Mongolei Lazzat Kungeibayeva Kasachstan         |

## Medaillenspiegel
| Platz | Nation              | Gold | Silber | Bronze | Gesamt |
| ----- | ------------------- | ---- | ------ | ------ | ------ |
| 1     | Volksrepublik China | 6    | 1      | 3      | 10     |
| 2     | Usbekistan          | 4    | 1      | 4      | 9      |
| 3     | Indien              | 2    | 4      | 7      | 13     |
| 4     | Kasachstan          | 2    | 2      | 7      | 11     |
| 5     | Chinesisch Taipeh   | 1    | 3      | 2      | 6      |
| 6     | Südkorea            | 1    | 2      | 0      | 3      |
| 7     | Philippinen         | 1    | 1      | 1      | 3      |
| 7     | Nordkorea           | 1    | 1      | 1      | 3      |
| 9     | Mongolei            | 1    | 0      | 7      | 8      |
| 10    | Tadschikistan       | 1    | 0      | 0      | 1      |
| 11    | Vietnam             | 0    | 2      | 1      | 3      |
| 12    | Jordanien           | 0    | 1      | 1      | 2      |
| 12    | Japan               | 0    | 1      | 1      | 2      |
| 14    | Thailand            | 0    | 1      | 0      | 1      |
| 15    | Kirgisistan         | 0    | 0      | 2      | 2      |
| 16    | Iran                | 0    | 0      | 1      | 1      |
| 16    | Syrien              | 0    | 0      | 1      | 1      |
| 16    | Turkmenistan        | 0    | 0      | 1      | 1      |
|       | Total               | 20   | 20     | 40     | 80     |